# Louis II de La Trémoille
 (décembre 2015).
Pour les articles homonymes, voir Louis II.
Pour les autres membres de la famille, voir Maison de La Trémoille.
Ne doit pas être confondu avec Louis II de La Trémoille, duc de Noirmoutier.
Louis II de La Trémoille, ou de La Trimouille, vicomte de Thouars, né à Bommiers (Indre) le 20 ou le 29 septembre 1460, mort à Pavie le 24 février 1525, est un homme d'État et un chef de guerre français de la fin du Moyen Âge et de la Renaissance, qui a servi les rois Charles VIII, Louis XII et François Ier. C'est le fils de Louis Ier de la Trémoille et de Marguerite d'Amboise. Il est donc le petit-fils de Georges Ier de La Trémoille et Catherine de L'Isle-Bouchard, ainsi que de Louis d'Amboise et Marie de Rieux.

## Titres
- 35e vicomte de Thouars (1488-1525)

Il est aussi seigneur de La Trémoille, prince de Talmont ; comte de Guînes, de Bénaon ; baron de Sully, de Montagu, baron de Craon : 1481-1524, de l'Isle-Bouchard, de Mauléon ; seigneur de l'Île de Ré et de Marans, de Châteauneuf-sur-Sarthe, du Buron, de Saint-Germain, de Briollay, de la Possonnière, comte de Benon (Benaon) ; il cumule les titres : chambellan, puis premier chambellan du roi ; amiral de Bretagne et de Guyenne, et en 1520 gouverneur de Bourgogne et lieutenant-général de Bourgogne, chevalier de l'Ordre du Roi, surnommé le « Chevalier sans reproche »

## Biographie
Appartenant à l'une des plus vieilles familles du Poitou, il passa son enfance au château de Bommiers (Berry), où son père, Louis Ier de La Trémoille, et sa mère, Marguerite d'Amboise, vivaient dans un semi-exil. Vers l'âge de 14 ans, il fut envoyé comme page à la cour de Louis XI. Et son oncle, Georges II de La Trémoille, seigneur de Craon, le prit alors sous sa protection.
En mars 1468 Françoise d'Amboise sa tante, se fit religieuse carmélite et elle lui céda tous ses droits sur la vicomté de Thouars.
Mais en mai 1470, le roi Louis XI attribua la vicomté de Thouars à sa fille Anne qui était alors fiancée à Nicolas d'Anjou,. La vicomté paraît alors définitivement perdue pour la famille de la Trémoille, mais la mort de Nicolas d'Anjou le 27 juillet 1473 change la donne. Louis XI récupère la vicomté de Thouars le 27 octobre 1476, et après son trépas en 1483, le nouveau roi Charles VIII finit par l'attribuer à Louis de la Trémoille.
En 1483, son père et le roi moururent, et le jeune Louis II se retrouva chef du clan familial. Bien placé à la cour de France, il apparaît comme l'un des familiers de la régente Anne de Beaujeu. Il participe aux États généraux de Tours, et en novembre 1484 entre au conseil royal. Le 28 juillet 1484, son contrat du mariage avec Gabrielle, fille de Louis Ier de Bourbon-Montpensier et proche parente du roi Charles VIII, fut signé au château de Thouars.
Lors des troubles de la Guerre folle et de la Guerre de Bretagne, il est un des chefs de l'armée royale, et en 1488, nommé lieutenant général, il remporte la victoire de Saint-Aubin-du-Cormier le 28 juillet 1488. L'armée bretonne est écrasée, et Louis d'Orléans est fait prisonnier. La guerre va cependant continuer en Bretagne dans les années suivantes, et c'est en 1491 que La Trémoille, à nouveau lieutenant général, occupe la quasi-totalité du duché. Seul Rennes tient encore, lorsque la duchesse Anne accepte enfin la paix : son mariage en décembre 1491 avec Charles VIII marque la fin des guerres de Bretagne, mais La Trémoille n'est pas invité…

## Les guerres d'Italie
En 1494-1495, Charles VIII se lance dans l'expédition de Naples, qui inaugure le cycle des guerres d'Italie. La Trémoille l'accompagne en tant que chambellan ; c'est lui qui obtient le passage de l'armée à Rome et qui mène l'assaut de Monte San Giovanni, dont la prise rapide connaît un immense retentissement en Italie. Lors du voyage de retour, il s'illustre en arrivant à faire passer l'artillerie par les chemins escarpés des Apennins. Quand il vient faire son rapport au roi, il lui apparaît « noir comme un More ! » Mais l'armée de la Ligue de Venise attend les Français au débouché des monts, et le 6 juillet 1495, s'engage la bataille décisive de Fornoue. La charge italienne menace un moment Charles VIII, mais elle est finalement repoussée, grâce à la bonne conduite de l'arrière-garde par La Trémoille.
Il remporte de nombreux autres succès durant les guerres d'Italie. En 1500, Louis XII désigna La Trémoille comme son lieutenant-général en Milanais. Au siège de Novare, il réussit à défaire l'armée milanaise et à capturer Ludovic le More (10 avril), en juin 1500 Louis II estima qu'il avait rempli sa mission et il rentra en France, en déclinant les offres de Louis XII, qui lui proposait de devenir vice-roi ou gouverneur du duché français de Milan.

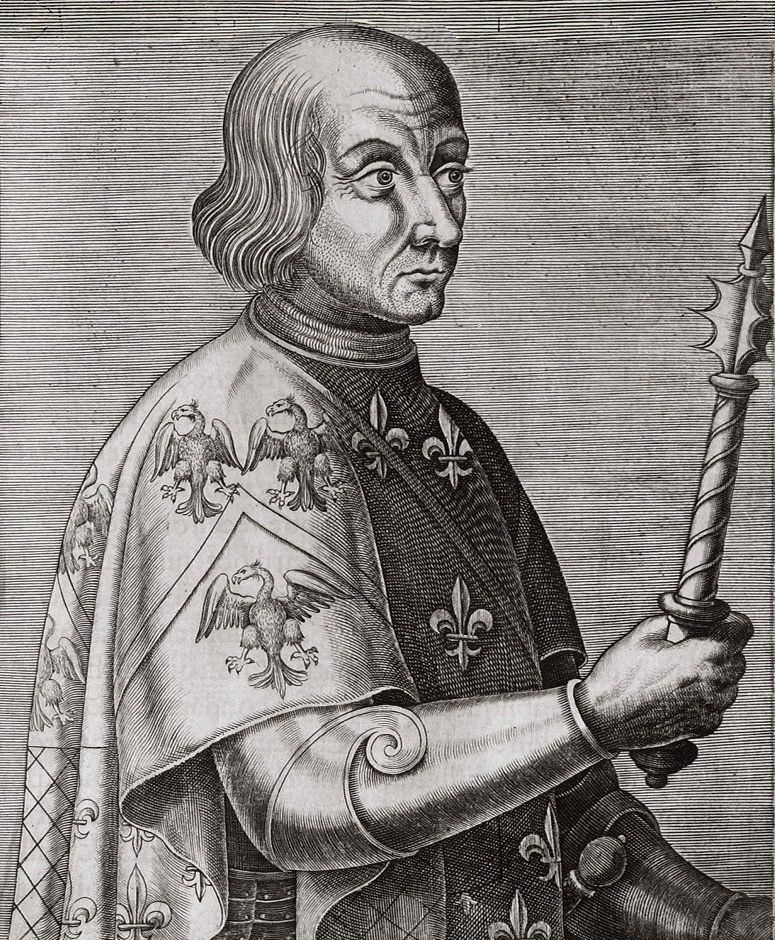
de La Trémoille représenté âgé dans l'ouvrage d'André Thévet, Les vrais pourtraits et vies des hommes illustres grecz, latins et payens, 1584.
L'historien Laurent Vissière considère que cette gravure a probablement été composée d'après un gisant commandé par pour orner la crypte de la chapelle de Thouars et d'un portrait au crayon aujourd'hui perdu.

En mai 1503, l'armée française qui luttait depuis deux ans dans le royaume de Naples fut battue par les Espagnols de Gonzalve de Cordoue. Louis XII se hâta d'envoyer des secours, sous la conduite de son meilleur général, Louis de La Trémoille. Mais le 13 juillet, alors qu'il tenait un conseil de guerre à Parme, Louis II fut terrassé par une attaque de fièvre, probablement une atteinte de paludisme, et faillit en mourir.
En 1509, Louis II et son fils Charles (qui s'était déjà distingué à l'expédition de Gênes en 1507) accompagnèrent Louis XII dans son expédition contre Venise et combattirent vaillamment jusqu'à la victoire d'Agnadel en 1509.

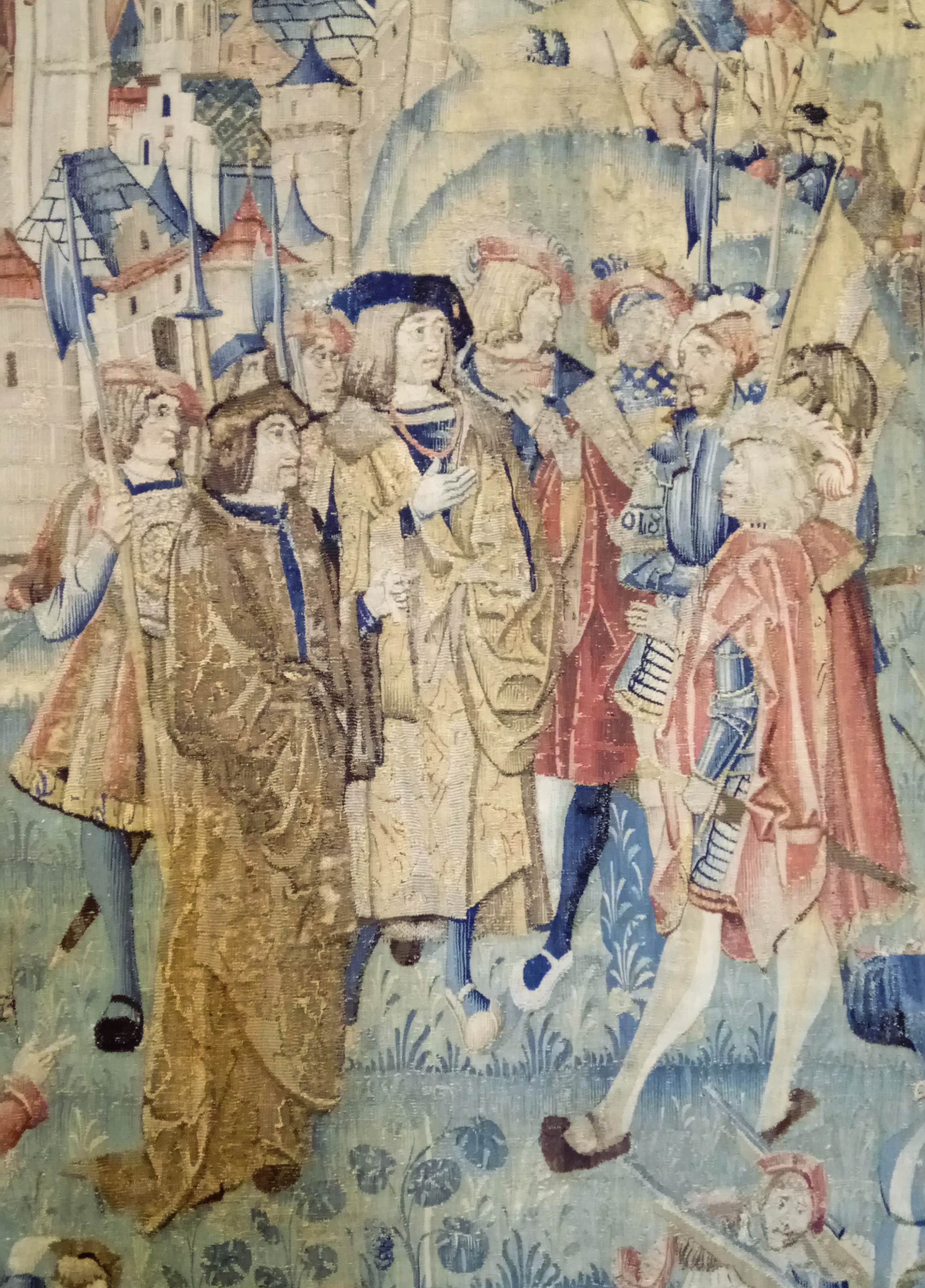
Représentation de Louis de La Trémoille (au centre) négociant le départ des Suisses en 1513 sur la tapisserie Le Siège de Dijon par les Suisses en 1513

Durant l'été 1512, les Français perdirent le Milanais, Louis XII envoya en Lombardie une nouvelle armée française avec La Trémoille. Mais Louis II de La Trémoille se fit sévèrement battre par les Suisses à Novare en 1513, où son armée de 10 000 hommes tomba dans une embuscade. Les Suisses préparèrent l'invasion de la Bourgogne. Louis II fut alors envoyé à Dijon et défendit la ville lorsque les Suisses y mirent le siège en septembre 1513. Il réussit à négocier le départ des assiégeants le 13 septembre, en leur promettant quatre cent mille écus. Cet épisode est représenté et commémoré par la tapisserie Le Siège de Dijon par les Suisses en 1513.
Louis II se distingue encore à Marignan (1515) au côté de François Ier, mais il y perdit son fils unique. Le 24 février 1525, François Ier lança la bataille désastreuse de Pavie contre l'avis de ses vieux conseillers, dont Louis II. La chevalerie française allait être fauchée par le feu des arquebusiers espagnols et Louis II périt dans la bataille, tué d’un coup d’arquebuse à 64 ans. Il est inhumé dans la collégiale Notre-Dame du château de Thouars, qu'il a fait bâtir avec Gabrielle de Bourbon.
Jean Bouchet le surnomme le chevalier « sans reproche », comme s'il était similaire à Bayard, le chevalier « sans peur et sans reproche ». En réalité, il était un chef de guerre, combattant à l'occasion en chevalier et même s'il a bien connu Bayard, il n'appartenait pas du tout au même monde ni aux mêmes cercles du pouvoir.

## Mariages et descendance

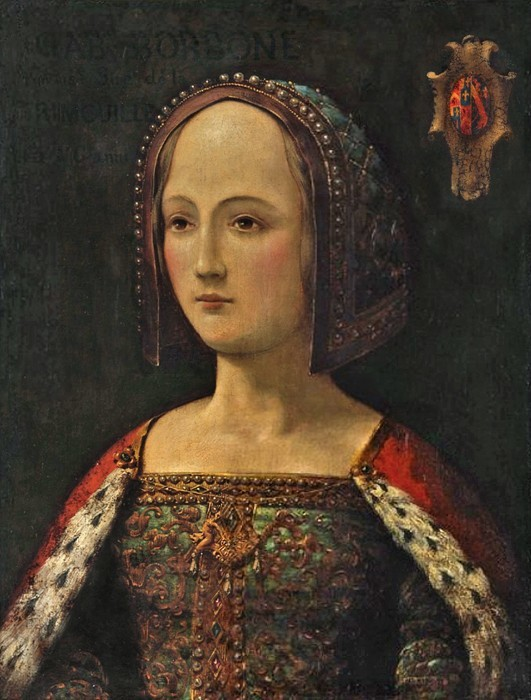
Portrait de Gabrielle de Bourbon, première épouse de Louis de La Trémoille.

Afin de mieux attacher Louis, Anne de Beaujeu lui proposa un mariage avec une de ses cousines, descendante de Saint Louis comme elle. Le contrat du mariage fut signé le 28 juillet 1484 au château de Thouars. En fait, Louis redoutant un piège, tout comme celui de Jeanne de France et Louis d'Orléans organisé par Louis XI, s'en alla en Auvergne pour se présenter lui-même à sa future épouse. Vraiment charmé, il épouse Gabrielle de Bourbon (fille de Gabrielle de La Tour d'Auvergne et de Louis Ier de Bourbon-Montpensier 1402-1486). En avril 1485, le roi Charles VIII accepta d'être le parrain de leur seul fils, qui s’appelait donc Charles. Ils ont un fils unique :
- Charles de La Trémoille (avril 1485-—† le 15 septembre 1515 à Marignan, prédécédé), baron de L'Ile-Bouchard, prince de Talmont, qui épousa le 7 février 1501 Louise de Coëtivy (fille de Charles de Coëtivy, comte de Taillebourg, et de Jeanne d'Angoulême tante de François Ier ; petite-fille paternelle de Marie de Valois fille naturelle de Charles VII). Ils eurent un fils en 1505 : François de la Trémoille.

En novembre 1516, Louis II chercha à se remarier et il jeta son dévolu sur la très jeune Louise de Valentinois (1500-1553), fille du défunt César Borgia et de Charlotte d'Albret, et petite-fille du pape Alexandre VI. Le mariage fut célébré en avril 1517 mais la grande différence d'âge des deux époux (40 ans) semble avoir fait scandale, comme en témoigne la correspondance des ambassadeurs italiens.
[Toutes les généalogies, notamment celles données en références, attribuent en fait le paragraphe qui suit à son père Louis Ier de La Trémoille : « Avec sa maîtresse Jeanne de La Rue (née vers 1463), il eut :
- Jean de la Trémoille (~1484- ?) (ou plutôt né vers 1464-), seigneur de la Brèche (à St-Père) et de Sully-sur-Loire en partie, il fut légitimé par lettres du roi Charles VIII, données à Melun au mois de janvier 1485. Son père lui donna outre ces terres 2 090 écus d'or. Il épousa Charlotte d'Autry (en Giennois), fille d'Olivier d'Autry, seigneur de la Brosse, et de Catherine de Giverlay. Elle était fille d'honneur de la duchesse d'Orléans, mère de Louis XII. De cette union naquirent :
  - N. de La Trémoille, mort jeune et inhumé à Notre-Dame de Cléry
  - René de la Trémoille, évêque de Coutances.
  - André de La Trémoille, archidiacre de Poitiers, qui céda son droit d'aînesse à Louis son puîné
  - Louis de La Trémoille, seigneur de Brèche et en partie de Sully-sur-Loire, marié avec Antoinette de Ternant, fille de Philippe de Ternant, Chevalier de la Toison d'Or et de Jeanne (Isabeau) de Roye (fille de Mathieu V de Roye[14]). Elle fut mère de 22 enfants[15], dont notamment :
    - Claude, qui épousa Andriette de Crécy
    - Jean, épousant Luce d'Autry, puis Marguerite de la Haye (famille de l'Orxois ; fille de Charles, Baron de Dormans, et de Marguerite de Louan); naîtront 3 enfants. »]

## Télévision
- Isabel (série TV), interprétée par José Pedro Carrión.

### Sources imprimées
- Louis de La Trémoïlle (éd.), Les La Trémoïlle pendant cinq siècles, t. 2 : Louis I, Louis II, Jean et Jacques (1431-1525), Nantes, Émile Grimaud éditeur-imprimeur, 1892, XVI-249 p. (lire en ligne).